# Фрагментарные анналы Ирландии
Фрагментарные анналы Ирландии (англ. Fragmentary Annals of Ireland) — анонимный исторический источник, в котором описывается история средневековой Ирландии в период с 573 по 914 год. Анналы получили своё название из-за того, что от их полного текста сохранились только фрагменты.

## Рукопись
«Фрагментарные анналы Ирландии» сохранились в единственной рукописи — MS 5301—5320 (в старых каталогах — MS. 7, № 17), хранящейся в Королевской библиотеке Бельгии в Брюсселе. Это копия, сделанная неизвестным переписчиком с кодекса, изготовленного в 1643 году Дубалтахом Мак Фирбисигом для историка Джона Линча. В свою очередь, сам Дубалтах Мак Фирбисиг скопировал этот текст с написанной на велене рукописи, принадлежавшей умершему около 1443 года олламу Гиоллу на Наому Мак Аодагайну, знатоку древнеирландских законов и бардовского творчества. Из-за наличия в тексте пропусков делается вывод, что протограф уже во времена Дубалтаха Мак Фирбисига имел значительные повреждения. Сам переписчик упоминал, что рукопись, с которой он работал, была очень ветхой. Ни манускрипт Гиоллы на Наома Мак Аодагайна, ни рукопись Дубалтаха Мак Фирбисига не сохранились. О том, когда был утерян протограф анналов, точно не известно. Предполагается, что в 1517 году, ещё до Дубалтаха Мак Фирбисига, с части манускрипта Гиоллы на Наома Мак Аодагайна была снята ещё одна копия. Эта рукопись, в которой содержится текст, дословно повторяющий одну из записей «Фрагментарных анналов Ирландии», хранится в Британской библиотеке.
«Фрагментарные анналы Ирландии» написаны на ирландском языке: частично на позднем среднеирландском языке, частично на раннем новоирландском языке. Латинский язык автор почти не использовал. Подавляющая часть текста написана прозой, но присутствуют также и стихотворные вставки. Палеографические исследования «Фрагментарных анналов Ирландии» показали, что при копировании текста протографа переписчики вели работу с текстом, в том числе, они использовали современные им орфографию и лексику. Вероятно, в ряде случаев в протографе «Фрагментарных анналов Ирландии» отсутствовали даты описываемых событий. Переписчики XVII века попытались исправить этот, по их мнению, недостаток источника. Для этого они использовали данные из «Анналов четырёх мастеров». Однако так как те сами содержали значительные погрешности в хронологии, эти ошибочные сведения были перенесены и в рукопись «Фрагментарных анналов Ирландии». В 1978 году при подготовке нового издания этого источника все датировки событий были проверены и исправлены.

## История создания
Оригинальное название рукописи, с которой работал Дубалтах Мак Фирбисиг, не известно. Предполагается, что это мог быть манускрипт, упоминавшийся в некоторых ирландских каталогах XV—XVII веков под названием «Клоненахская книга» (ирл. Leabhar Fionntain Chluana hEidhneach, англ. Book of Cluain Eidnech). На основании того, что сообщается об этой рукописи в трудах Джеффри Китинга, часть историков делает вывод, что окончательный текст «Фрагментарных анналов Ирландии» мог быть составлен в Клоненахском аббатстве. Известно, что в этом монастыре велись собственные анналы, но они не сохранились.
Однако использование при компиляции «Фрагментарных анналов Ирландии» большого количества сведений о событиях в Осрайге также позволяет предполагать, что именно это королевство могло быть местом создания протографа. По мнению ряда медиевистов, первоначальная версия «Фрагментарных анналов Ирландии» могла быть скомпилирована при правившем в 1003—1039 годах короле Доннхаде мак Гилле Патрайке. В этом случае местом непосредственного создания протографа могло быть аббатство в Дарроу.

## Композиция анналов
Протограф «Фрагментарных анналов Ирландии» не сохранился, поэтому точно не известно, какой временной период описывался в полной версии анналов и какой была композиция составлявших его частей. Дошедшая до нашего времени рукопись содержит пять фрагментов, повествующих о событиях 573—914 годов: 1. 573—628 годы (записи № 1—18), 2. 662—704 годы (№ 19—167), 3. 716—735 годы (№ 168—232), 4. 851—873 годы (№ 233—410), 5. 906—914 годы (№ 411—459). В последнем издании «Фрагментарных анналов Ирландии», осуществлённом в 1978 году под редакцией Дж. Н. Раднер, все фрагменты были сведены в единый текст, состоящий из расположенных в хронологическом порядке 459 записей.
Первая часть «Фрагментарных анналов Ирландии» описывает в основном события, связанные с Северными Уи Нейллами. Предполагается, что эта информация была извлечена автором «Фрагментарных анналов Ирландии» из какого-то ульстерского источника. Вероятно, что основой для остальных четырёх фрагментов стали тексты, созданные в Осрайге и Лейнстере. Такой вывод делается на основании особого внимания, уделяемого в анналах событиям в этих королевствах. Так, бо́льшая часть сведений автора «Фрагментарных анналов Ирландии» о второй половине IX века могла быть позаимствована им из не сохранившихся «Анналов Осрайге», повествовавших о деятельности наиболее влиятельного из местных правителей Кербалла мак Дунлайнге, одного из предков короля Доннхада мак Гиллы Патрайка. Последние же записи «Фрагментарных анналов Ирландии» имеют, вероятно, лейнстерское происхождение (возможно, заимствованы из «Хроники Лейнстера»).
Предполагается, что часть сведений была извлечена создателем «Фрагментарных анналов Ирландии» из утраченной «Хроники Ирландии», как предполагается, наиболее раннего общеирландского свода анналов. Об этом свидетельствует почти дословное совпадение известий «Фрагментарных анналов Ирландии» о ряде событий VI—VII веков с текстами некоторых других анналов (например, «Анналов Клонмакнойса» и «Анналов Тигернаха»). Также часть записей «Фрагментарных анналов Ирландии» имеет сходство с текстами «Анналов Ульстера» и «Хроники скоттов». Вероятно, что в распоряжении авторов этих анналов был какой-то не дошедший до нашего времени документ, описывавший те же события, что и «Хроника Ирландии».
В отличие от авторов других ирландских анналов, автор «Фрагментарных анналов Ирландии» использовал в своей работе также и литературно-эпические материалы, в том числе, саги и поэзию бардов. Среди таких источников — поэмы о сражениях при Алмайне (722 год) и при Белах Мугне (908 год). Хотя такая же тенденция отмечается медиевистами и в других европейских анналах и хрониках того времени, но «Фрагментарные анналы Ирландии» — наиболее ранняя из таких работ.

## Значение анналов
«Фрагментарные анналы Ирландии» — один из важнейших источников по истории Ирландии Раннего Средневековья. Особую ценность им предаёт значительное количество уникальных сведений, не содержащихся ни в каких других ирландских анналах. По мнению Дж. Н. Раднер, анонимный автор «Фрагментарных анналов Ирландии» был одним из образованнейших ирландцев своего времени, а его труд — одно из лучших произведений исторического характера в средневековой Ирландии.

## Издания
- Annals of Ireland: Three Fragments / O’Donovan J. — Dublin: Printed at the University Press for the Irish Archaeological and Celtic Society, 1860. — 257 p.
- Fragmentary annals of Ireland / Radner J. N. — Dublin: Dublin Institute for Advanced Studies, 1978. — 258 p. (текст на ирландском языке; текст на английском языке)